# Apolinar Brull Ayerra
Apolinar Brull Ayerra (San Martín de Unx, Navarra, 3 de julio de 1845-Madrid, 7 de abril de 1905) fue un compositor español especializado en zarzuelas.
Fue socio fundador, profesor y miembro de la Junta directiva del Instituto Filarmónico de Madrid (diciembre de 1883), presidido por Guillermo Morphy, el Conde de Morphy. En 1886 se establece en Matanzas (cuba) para colaborar con el profesor Francisco Cortadellas en la creación de un Instituto Filarmónico que tomaría como modelo la entidad de Madrid.

## Obra
- Espinas de una rosa - zarzuela en un acto (1882, Madrid)
- Guldnara (1884, Madrid)
- Blanca de Saldaña - drama lírico en tres actos (1887, Madrid)
- El estudiante de Alcalá - zarzuela en un acto (1887, Madrid)
- La verdad desnuda - sátira social en un acto (1888, Madrid)
- La cruz blanca - zarzuela en un acto (1888, Madrid)
- Las virtuosas - boceto cómico lírico en un acto (1888, Madrid)
- El fuego de San Telmo - sainete en un acto (1889, Madrid)
- Panorama nacional - boceto cómico lírico en un acto (1889, Madrid)
- Sociedad secreta - juguete cómico lírico en un acto (1889, Madrid)
- Los empecinados - zarzuela en dos actos (1890, Madrid)
- La boda del cojo - zarzuela cómica en un acto (1891, Madrid)
- El ángel guardián - zarzuela en tres actos (1893, Madrid)
- La merienda - sainete lírico en un acto (1894, Madrid)
- Madrid cómico - zarzuela en un acto (1896, Madrid)
- Su majestad la tiple - juguete cómico en un acto (1896, Madrid)
- El ángel caído - sainete lírico en un acto (1897, Madrid)
- La buena sombra - sainete en un acto (1898, Madrid)
- El querer de la Pepa - sainete lírico en un acto (1899, Madrid)
- La celosa - sainete lírico en un acto (1900, Madrid)
- Los Charros - zarzuela en un acto (1902, Madrid)